# Ochromusca trifaria
Ochromusca trifaria är en tvåvingeart som först beskrevs av Jacques-Marie-Frangile Bigot 1878.  Ochromusca trifaria ingår i släktet Ochromusca och familjen husflugor. Inga underarter finns listade i Catalogue of Life.